# Wendland (regio)

Kaart van de Landkreis Lüchow-Dannenberg

Het Wendland is een landstreek in Duitsland, die voor het overgrote deel ligt in de deelstaat Nedersaksen, en wel in de Landkreis Lüchow-Dannenberg.  
De naam betekent: land, waar de Wenden wonen. Wenden is een tegenwoordig als denigrerend beschouwde benaming voor de West-Slavische bevolkingsgroepen in het huidige Duitsland; in deze landstreek woonden in de middeleeuwen vooral Polaben. Veel geografische namen (waaronder talrijke plaatsnamen op -ow) zijn ontleend aan woorden uit West-Slavische talen. De streek ligt in het oevergebied van de Elbe, aan de zuidkant van die rivier. Het meest oostelijke gedeelte van de Lüneburger Heide, de Drawehn en noordelijk daarvan het bos Göhrde, vormt de heuvelrug, die de westelijke begrenzing van het Wendland vormt.
Landschappelijk vormt het Wendland één geheel met de in het zuiden aangrenzende streek Altmark in de deelstaat Saksen-Anhalt. In het algemeen is het een gebied van laagland, begrensd door enige stuwwallen, die uit de Saale-ijstijd dateren. Door het gebied stromen enige zijriviertjes van de Elbe, waaronder de Jeetzel.
Een voor deze streek typerend dorpstype is het zogenaamde Rundlingsdorf,  een dorp, dat bestaat uit een krans van grote boerderijen rondom een dorpspleintje, al dan niet met in het midden een vijver; een Rundling had slechts één, in het dorp doodlopende toegangsweg. Dit maakte het voor rovers en andere onwelkome bezoekers moeilijk, ongemerkt het dorp binnen te komen. In het Wendland liggen circa 100 van deze Rundlinge.

## Geschiedenis
In het gebied woonden in de 7e en 8e eeuw West-Slavische bevolkingsgroepen; in deze landstreek vooral Polaben. Door de Oostkolonisatie gingen zich hier overwegend Duits sprekende boeren vestigen. Vanaf de 16e eeuw waren, als gevolg van de Reformatie, de meeste christenen in het Wendland evangelisch-luthers. De naam Wendland werd rond 1700 voor het eerst in documenten gebezigd.
De Polabische taal stierf uit in de 18e eeuw.
Van 1949 tot 1990 was het Wendland een geografische uithoek van de Bondsrepubliek Duitsland, tussen de Lüneburger Heide, de Elbe en de Duits-Duitse grens met de DDR in.

De streek kwam rond 1979 internationaal in het nieuws. De anti-kernenergiebeweging protesteerde krachtig tegen de activiteiten voor de opslag van kernafval in de zoutkoepel Gorleben. Van 5 mei tot 4 juni 1980 bezetten activisten een boorlocatie, waar geologisch onderzoek naar de mogelijkheid van het opslaan van nucleair afval zou worden verricht. Op dit terrein riepen zij de Vrije Republiek Wendland uit. De activisten ondervonden steun van gelijkgestemden in geheel Duitsland. Op 4 juni werd de locatie echter door de politie ontruimd, en de booractiviteiten gingen gewoon door.

Afbeeldingen
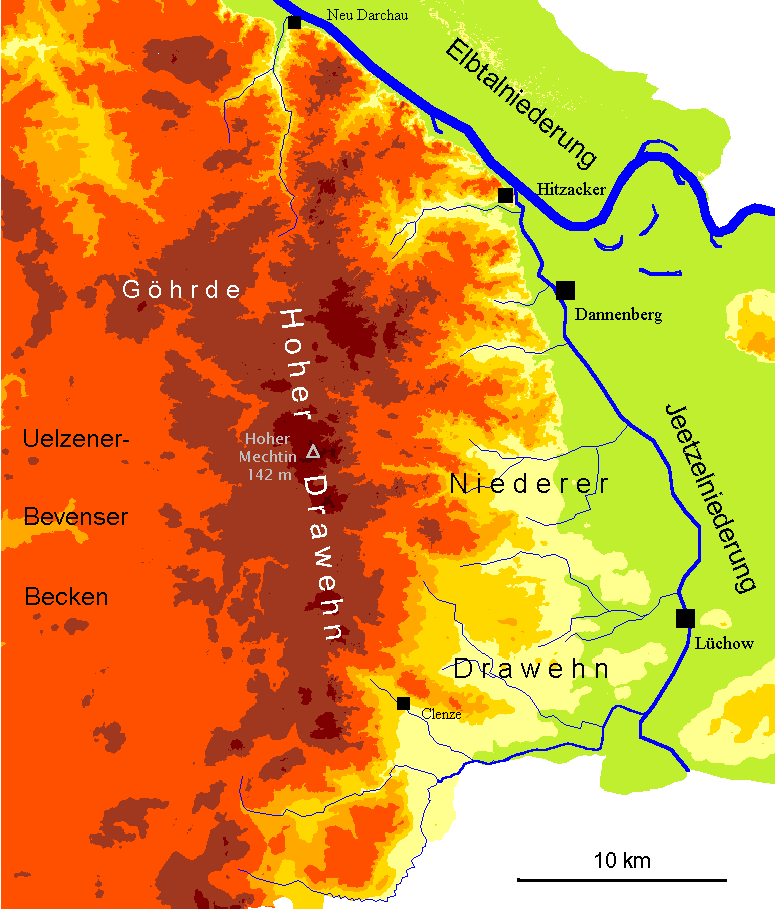
Hoogtekaart van de Drawehn, het meest westelijke gedeelte van het Wendland
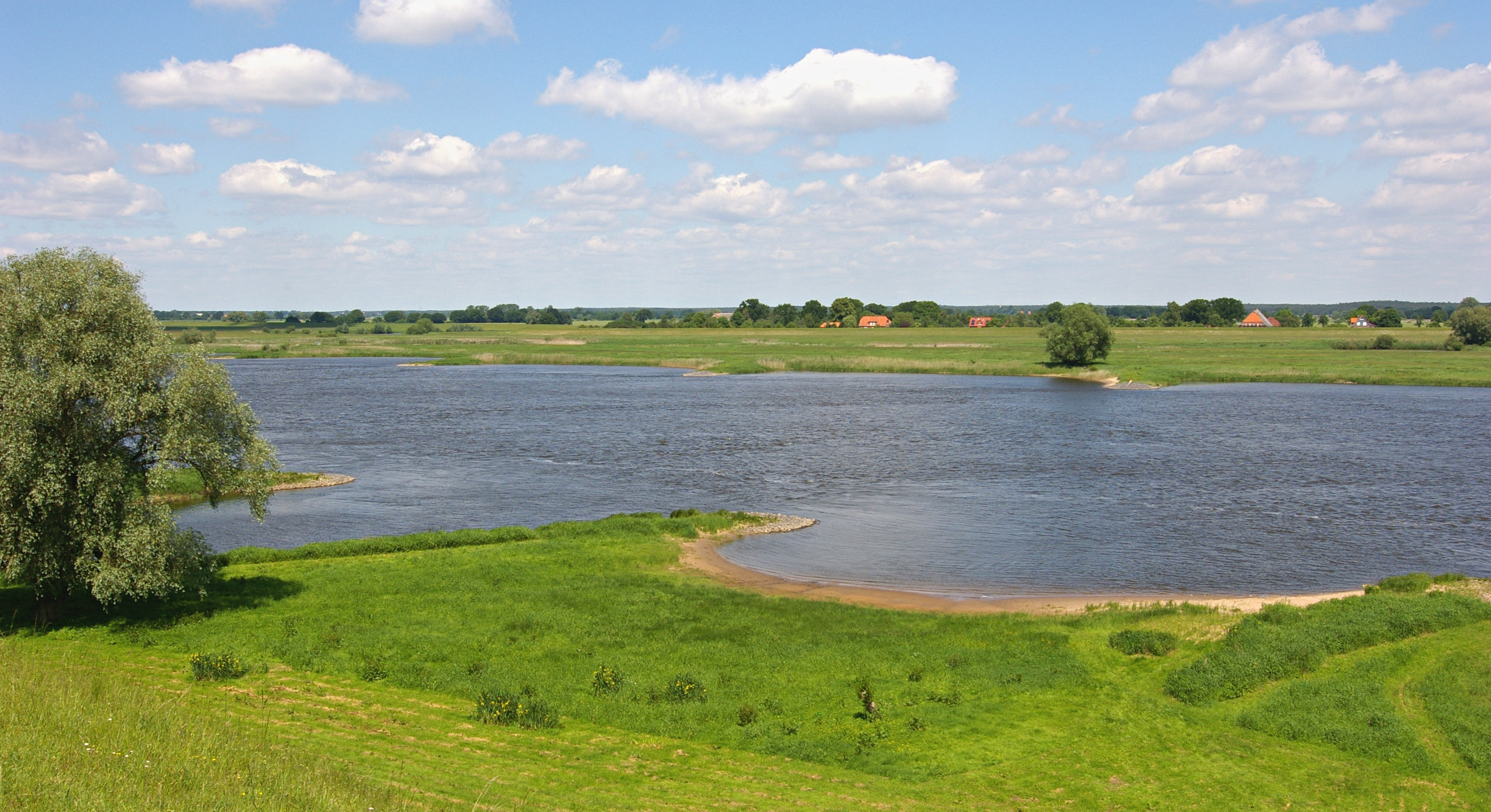
De Elbe in het Wendland (rivierkilometer 533,5)
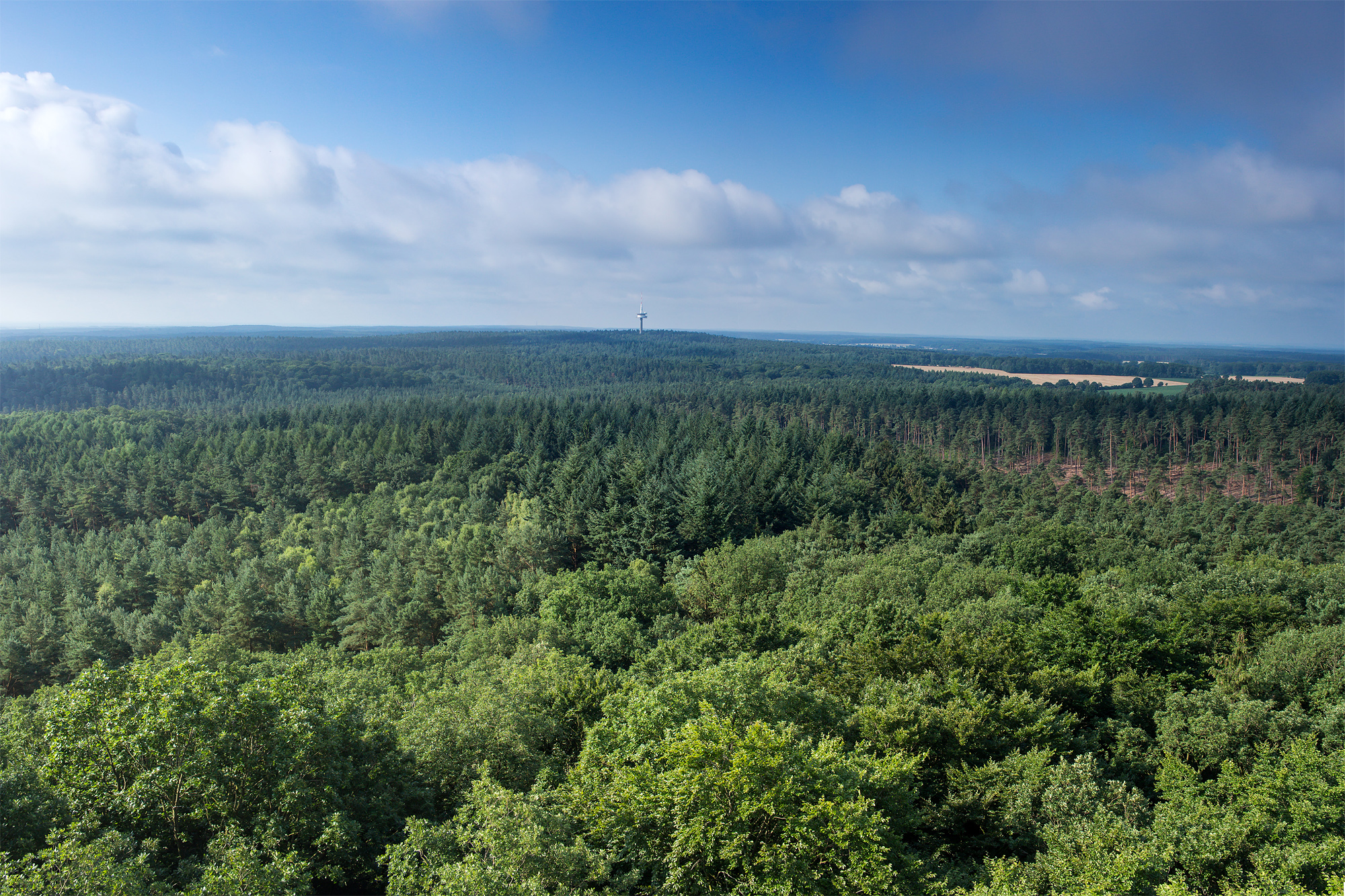
De heuvel Hoher Mechtin in de Drawehn
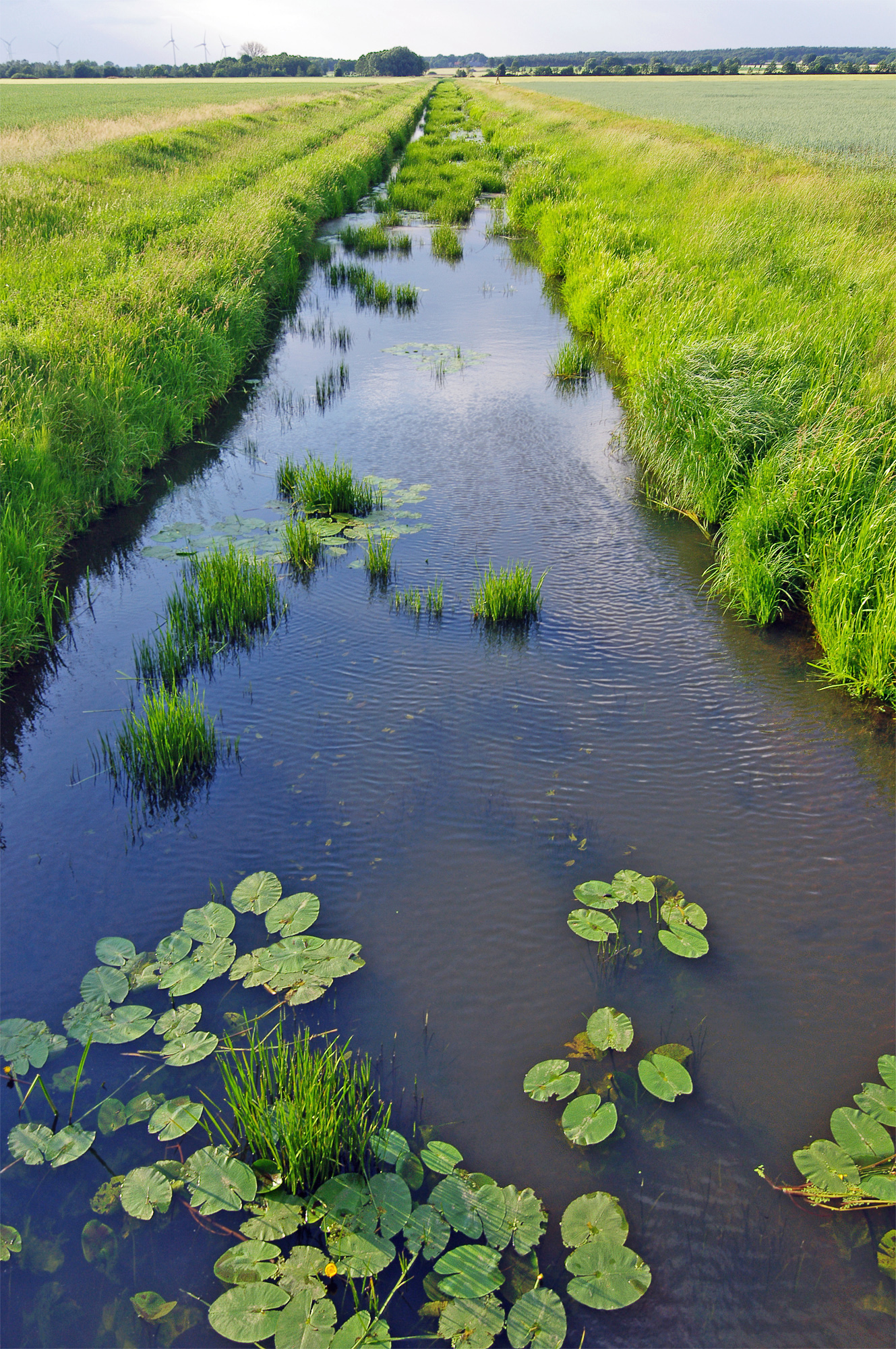
Flötgraben op de Lemgow
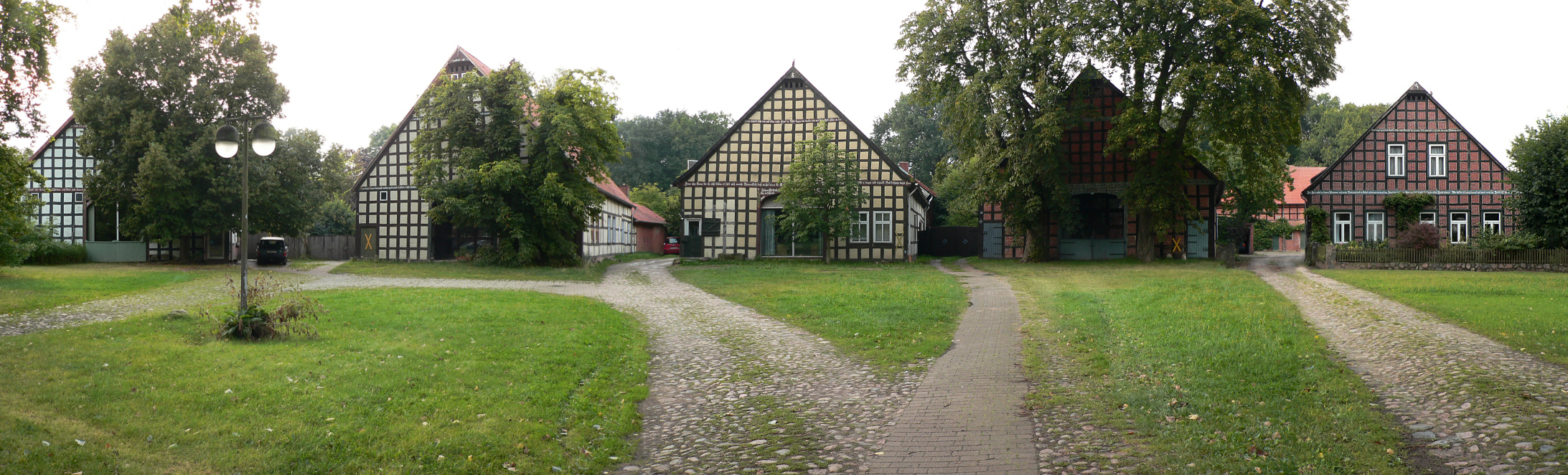
Het Rundlingsdorp Satemin, 3 km ten westen van Lüchow
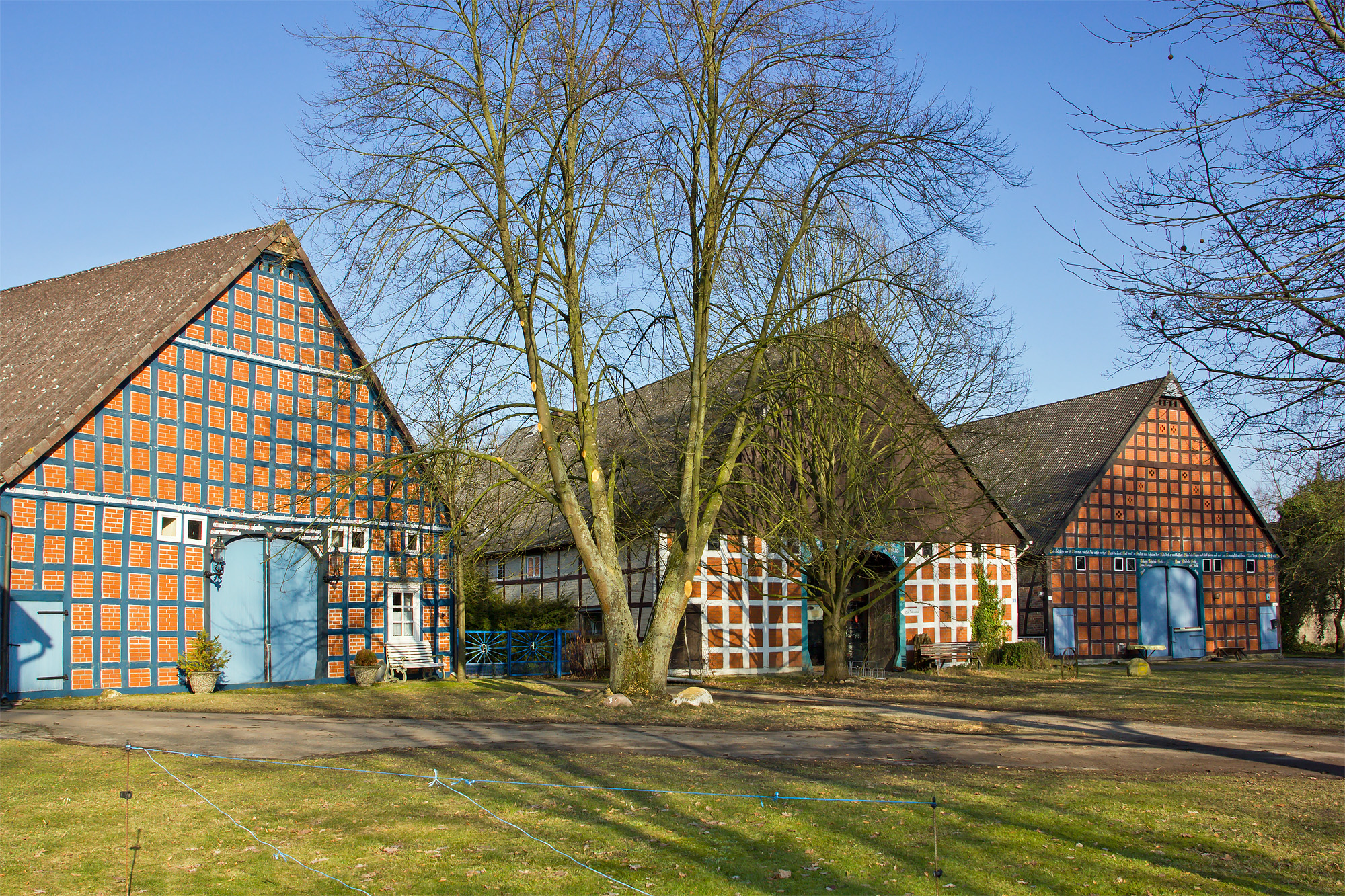
Voor de streek typische grote boerderijen in het Rundlingsdorp Güstritz, gemeente Wustrow
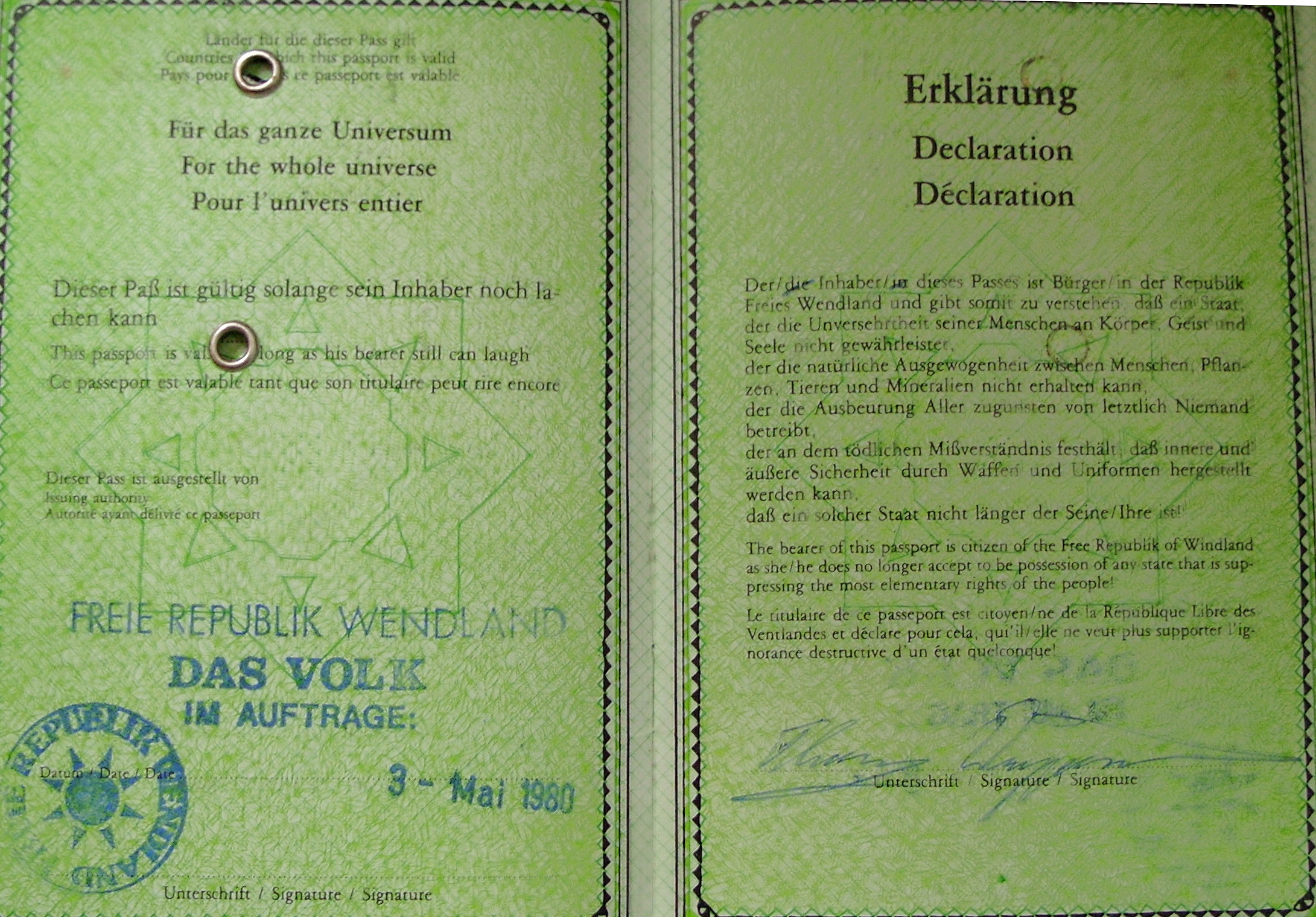
Paspoort van de Freie Republik Wendland (mei 1980)